# 新潟県立長岡商業高等学校
新潟県立長岡商業高等学校（にいがたけんりつ ながおかしょうぎょうこうとうがっこう）は、新潟県長岡市にある県立商業高等学校である。略称は長商（ちょうしょう）。
専門高校活性化「長岡CAT」プロジェクト（模擬株式会社）の運営校のひとつである。

## 概要

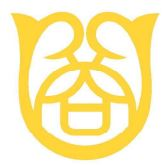
校章

本校の起源は1910年に長岡市玉蔵院町（現：坂之上町）に開校した「長岡市立商業學校」開校に遡る。
開校にあたっては、1910年2月の長岡市議会において「長岡市が環境の向進に適応し勢力の発展を期せんには基礎を商業教育に置かざるべからざる事」を検討し、全員賛成の意見をもって設立が認可された。開校当初の設置学科は予科2年と本科3年の5年制。校舎は（旧制）長岡市立髙等小學校内に設置されていた。
1921年に5年制のみの設置となり、1923年には校舎を長岡市下中島町に移転した。
1928年に県立に移管され、学制改革を経て現在の名称になった。1948年に水道町（県立長岡明徳高校所在地）に移転し、1967年には校舎内に夜間定時制・単位制の県立長岡西高校（現：県立長岡明徳高校）が開校した。

### 校歌
- 『旧 校歌』
  - 作詞：元校長：大山  登
  - 作曲：元教諭：野津 雲越
- 『新 校歌』
  - 作詞：窪田 章一郎
  - 作曲：平井 康三郎

### 校地の変遷
開校当初は坂之上町にあったが、水道町への移転を経て1979年に現在地に移転した。
水道町の校舎は長岡西高校（長岡明徳高校）の校舎に転用されている。
2008年以降は長岡市内の県立3校（長岡農業・長岡工業）と提携して、模擬株式会社長岡CATプロジェクトを運営している。

### 課外活動
夏の甲子園への出場も複数回果たしており、2015年以降の近年も多くの運動部が例年インターハイ（全国大会）出場を、文化部（商業系）では全国大会への出場を複数回果たしている。

### 特色
本校では商業系の資格取得に向けた授業カリキュラムが複数の教科で編成されている。1時間当たりの授業時間は専門高校としては長めの52分間 となっており、検定試験に向けた授業内の模擬試験実施に配慮されている。
また、自転車通学をしている生徒への配慮として朝学活は8時55分～となっており、市内の高等学校の中では遅い部類に入る。常設の購買や食堂はないが、パン販売の購買が昼休みに限り営業している。

### 教育実績
- 2024年税理士試験科目試験(「簿記論」)合格者を輩出している[7]。

## 設置課程
本校には商業をあらゆる分野から学ぶ総合ビジネス科と、情報処理を中心に学ぶ情報ビジネス科の2科が設置されている。情報ビジネス科は2022年度より募集停止。
- 全日制課程（40人学級）
  - 総合ビジネス科（4学級）

### 廃止された課程
- 全日制課程
  - 商業科（設置：1948年度・募集停止：2003年度）
  - 情報処理科（設置：1986年度・募集停止：2003年度）
  - 会計科（設置：1995年度・募集停止：2003年度）
  - 情報ビジネス科　(募集停止:2022年度)

## 沿革
- 1910年 - 長岡市立商業學校として開校。
- 1928年 - 市立から県立に移管され、新潟県立商業學校と改称する。
- 1948年4月1日 - 学制改革により「新潟県立長岡商業高等学校」となる。設置学科は商業科。
- 1948年 - 長岡市水道町3丁目5番1号に移転する。（長岡西高校→現：長岡明徳高校所在地）
- 1967年1月1日 - 長岡商業高校内に新潟県立長岡西高校（定時制）の新設開校に伴い、本校の校長が西高校長の兼任を開始し、同日長岡西高校長に着任する。
- 1970年 - 野球部が第52回全国高等学校野球選手権大会に北越代表として初出場。1回戦：1-8で岡山県立岡山東商業高等学校に敗退。
- 1974年 - 野球部が第56回全国高等学校野球選手権大会に北越代表として出場。2回戦：2-3で福岡第一高等学校に敗退。
- 1979年 - 川崎地区への移転に伴い現在地に旧校舎が竣工する。これに併せて長岡西高校（現：長岡明徳高校）より分離し、現在地に校舎が移転すると同時に、西高校は独立する。
- 1986年 - 情報処理科を設置する。
- 1990年 - 新校歌が制定される。
- 1995年 - 会計科を設置する。
- 2003年度 - 総合ビジネス科と情報ビジネス科の新設による学科改変に併せて、商業科・情報処理科・会計科の募集を停止する[2]。
- 2005年 - 文部科学省より「目指せスペシャリスト研究実践校」(3年間)の指定を受ける。
- 2006年度 - 1時間当たりの授業時間を52分に延長する。
- 2006年 - 新潟県教育委員会よりトキめき新潟国体強化指定校の指定を受ける。
- 2007年 - 目指せスペシャリスト報告会が開催される。
- 2008年 - 築29年を迎えた校舎の老朽化に伴い、耐震補強（全面改修）工事などを施工せず校舎全面改築（小体育館は存置）を実施する。これに伴い仮校舎としてプレハブ校舎が設置される。
- 2021年3月 - 情報ビジネス科を募集停止予定[8]。

## 年間行事
（年間行事は公式発表に準拠する）
- 4月 - 入学式・新入生オリエンテーション・1学期：始業式
- 5月 - 高体連地区大会・生徒総会・中間考査・インターンシップ説明会・全商珠算電卓実務検定
- 6月 - 高体連県大会・体育祭
- 7月 - 全商ビジネス文書実務検定・全商ビジネスコミュニケーション検定・期末考査・長岡ラーメン選手権・1学期：終業式および壮行会・夏季休業
- 8月 - インターハイ・部活動合宿・2学期：始業式
- 9月 - 就職試験開始
- 10月 - 長商祭（文化祭）・中間考査・生徒会役員選挙
- 11月 - 長商の夕（音楽部定期演奏会）
- 12月 - 期末考査・2年生：修学旅行（於：沖縄県）・クラスマッチ（球技大会）
- 1月 - 全商情報処理検定・全商簿記実務検定・長岡CAT株主総会
- 2月 - 推薦入試・学年末考査
- 3月 - 卒業式・インターンシップ報告会・一般入試・合格発表

## 部活動

### 運動部
- 野球部
- 男子ソフトテニス部
  - 2018年度インターハイ（全国大会出場）出場[5]
- 女子ソフトテニス部
  - 2018年度インターハイ出場[5]
- 卓球部
- 女子バレー部
  - 2015年度インターハイ出場[10]
  - 2018年度インターハイ出場[5]
- バスケット部
- バドミントン部
- サッカー部
- 陸上競技部
  - 2018年度インターハイ出場[5]
  - 2017年度：全国高校総体・陸上競技男子・砲丸投げ優勝
- 水泳部
  - 2014年度：北信越高等学校総合体育大会出場[10]
- 剣道部
- 女子ソフトボール部
  - 2015年度：全国大会出場[10]
- 柔道部

### 文化部
- 文芸部
- 音楽部
- 速記部
  - 2015年度：全国大会出場[10]
- 珠算部
  - 全国大会出場[10]
- ワープロ部
  - 2015年度：全国大会出場[10]
- 情報処理部
  - 全国大会出場[10]
- 美術部
  - 2014年度：全国高等学校総合文化祭（全国大会）出場[10]
- 書道部
  - 全国大会出場[10]
- 放送部
  - 2014年度・2015年度：全国高等学校総合文化祭出場[10]
- 新聞部
- 写真部
- 簿記部
  - 全国大会出場[10]
- ESS部 （英語系）
- ボランティア福祉部

## ギャラリー

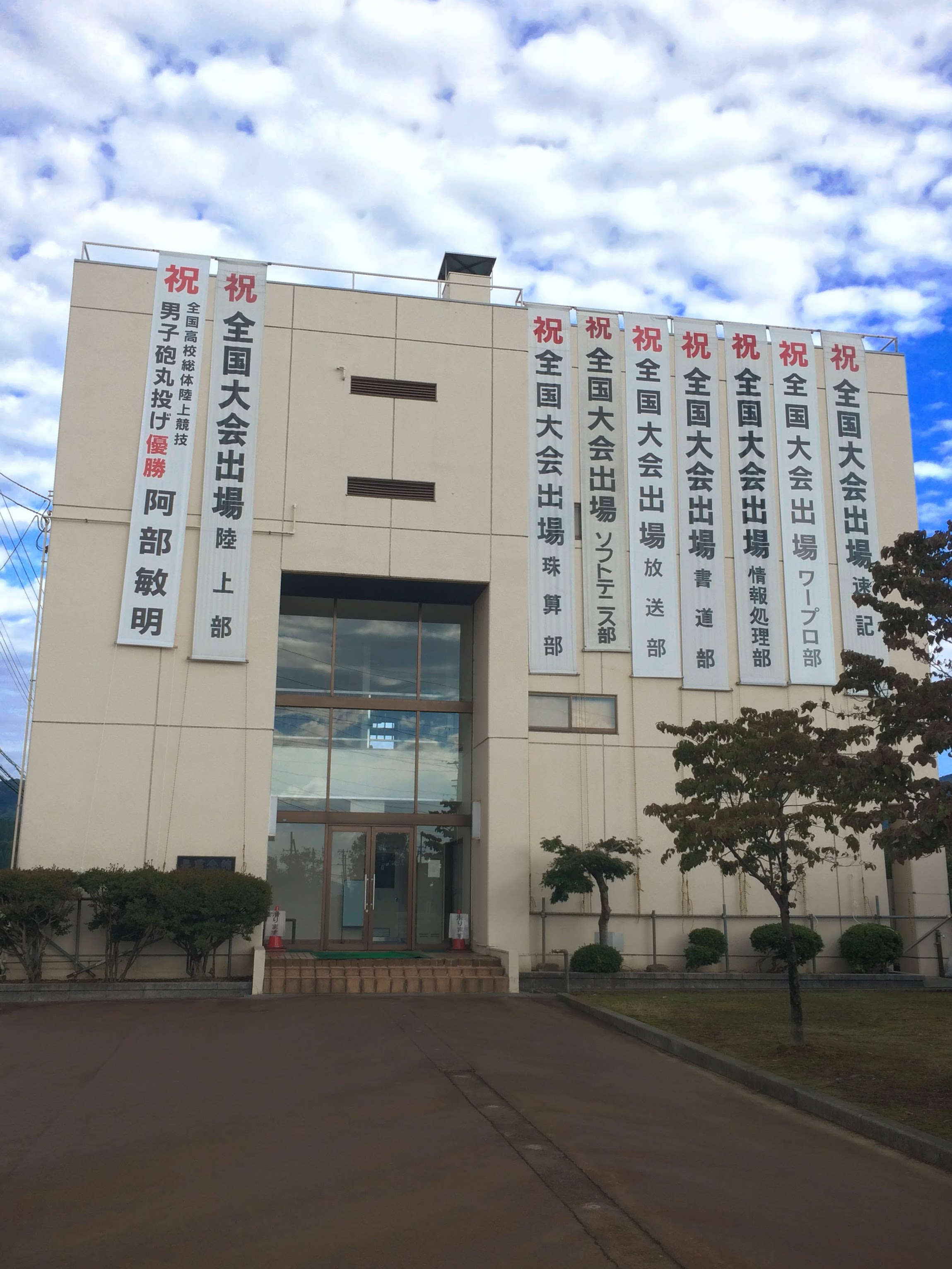
長商会館
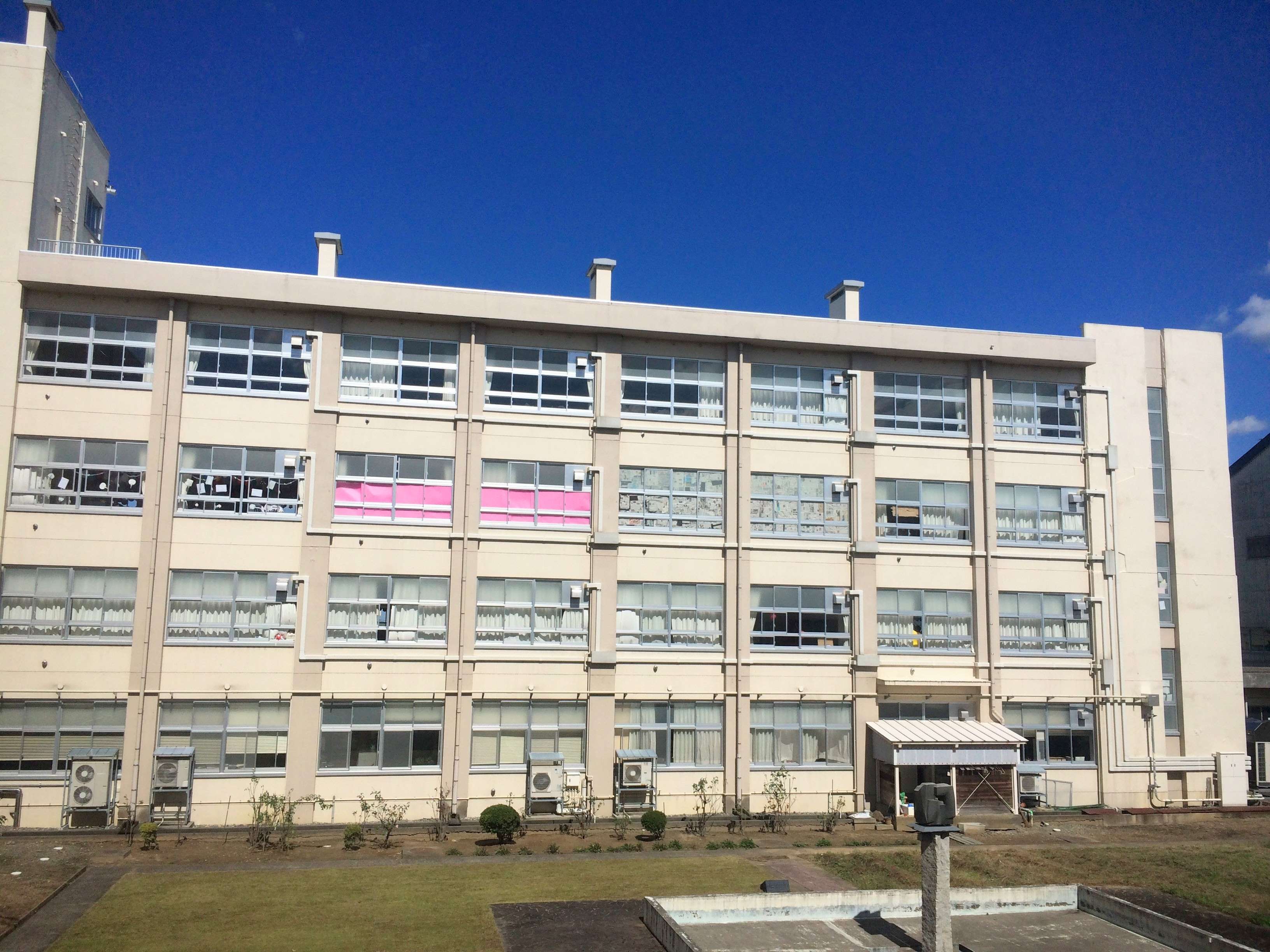
教室棟
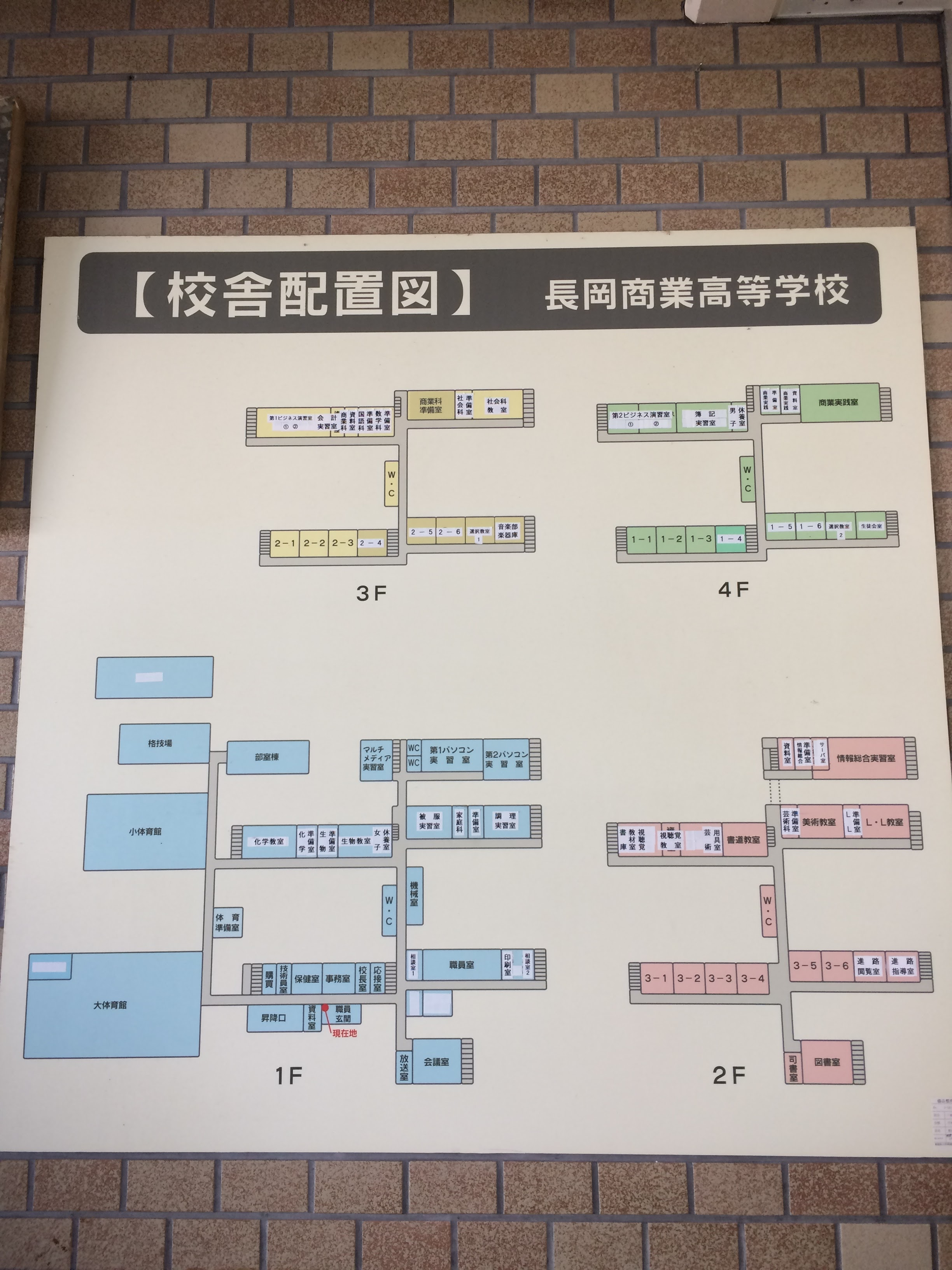
校舎配置図

### モニュメント

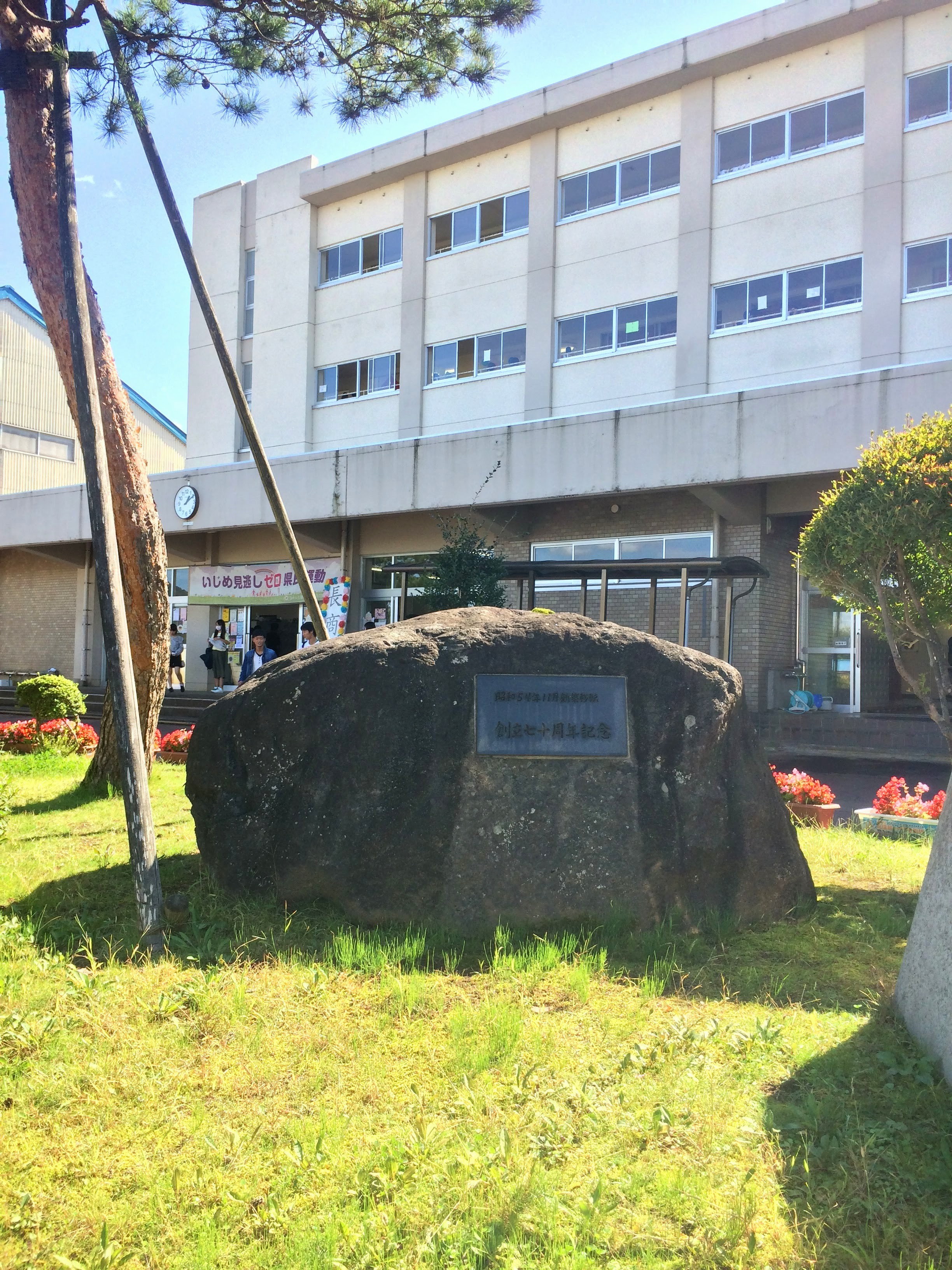
70周年記念石碑
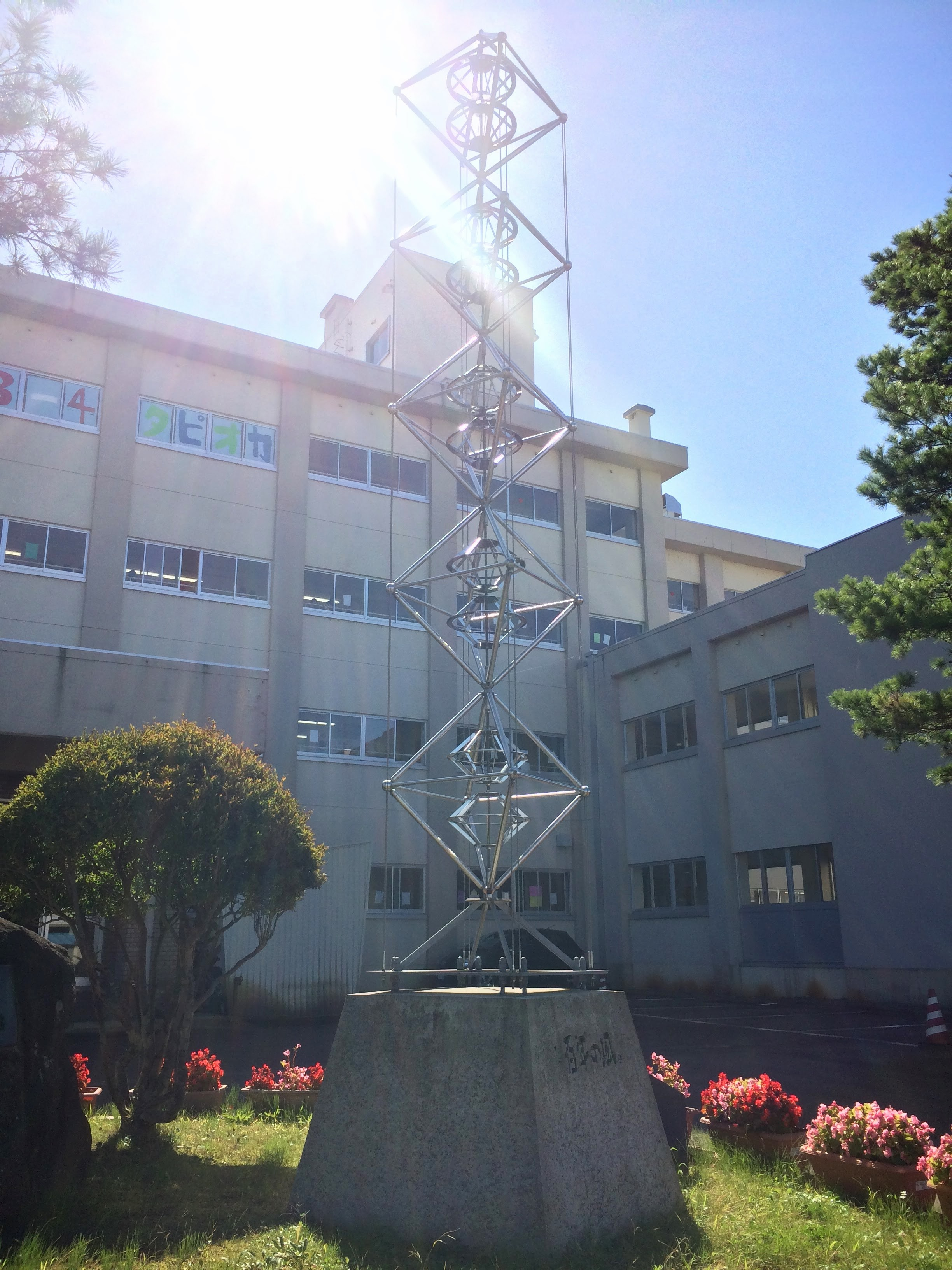
100周年記念

## 著名な出身者
- 古川栄一（経営学者・一橋大学名誉教授・郵政省顧問）
- 星野伊佐夫（新潟県議会議員・自由民主党：新潟県連会長）
- 堀敏彦（TeNY・テレビ新潟アナウンサー）
- 三国一夫（俳優）

## 交通アクセス
- 越後交通「長岡商業高校前」バス停より徒歩すぐ
- JR東日本
  - 北長岡駅より約3.6 km[11]（車：約9分[11]）
  - 長岡駅より約3.7 km[12]（車：約8分[12]）

### 通学手段
通学手段としては、電車・自転車や徒歩のほかに越後交通が運行する路線バスがある。長岡～栃尾間の路線バスは特急・快速 を含め本校前の「長岡商業高校前」バス停にすべて停車する ため、遠方から通学する生徒の交通手段となっている。
また、独立したスクールバスの設置がないため、独自にノンストップの直通バスも運行されており、長岡駅東口バスのりば（8番線） と本校を約10分で結ぶ。運賃は片道220円、平日と入学選抜試験実施日のみ運行。
なお、先述のバスに関しては学校の変則的な授業時間の変動（定期考査や短縮授業）がある際には、下校する生徒の利便性向上のため、越後交通は臨時バスの運行による配慮も行っている。
これらのほかにも遠方の川西地区（宮本・青葉台ニュータウン・関原・大島）を起点とし、本校前を終点とする路線バスも通学時間帯の朝に限り運行されている。

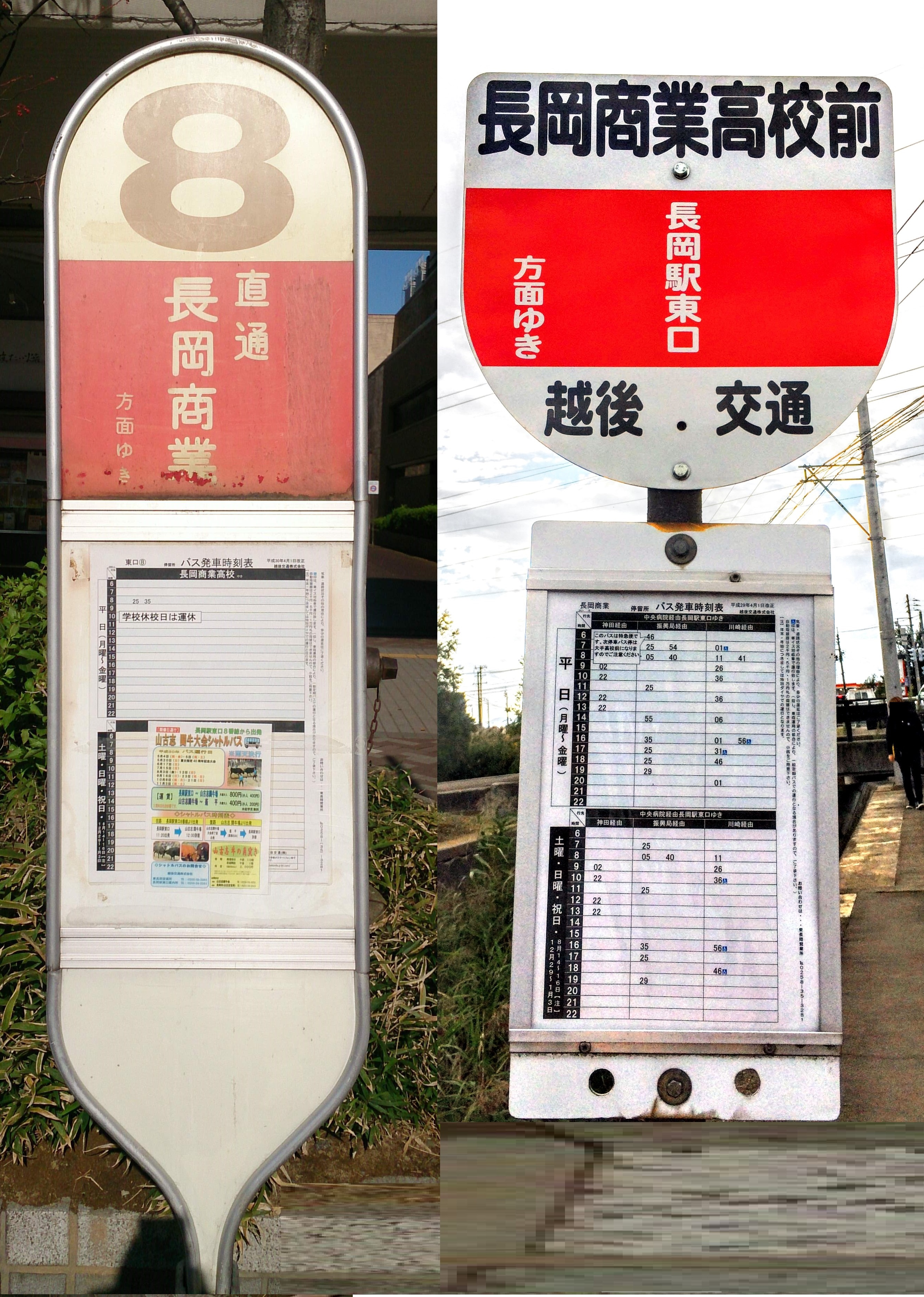
直通バスのりば 長岡商業高校前バス停
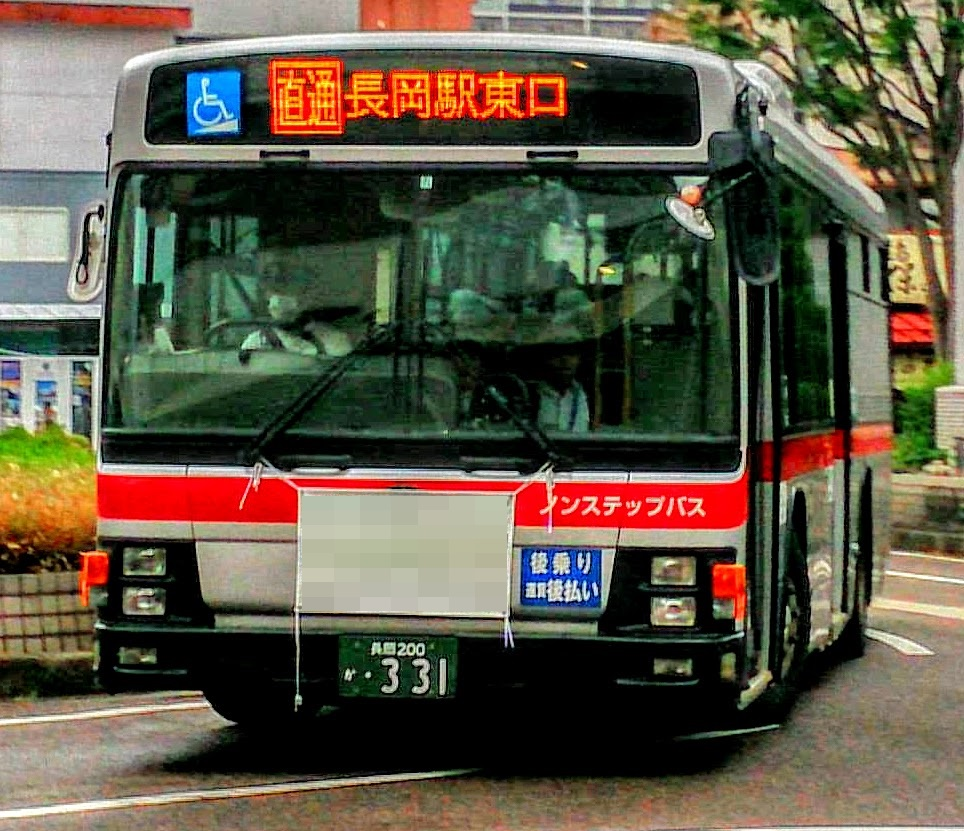
長岡駅東口に到着した直通車両
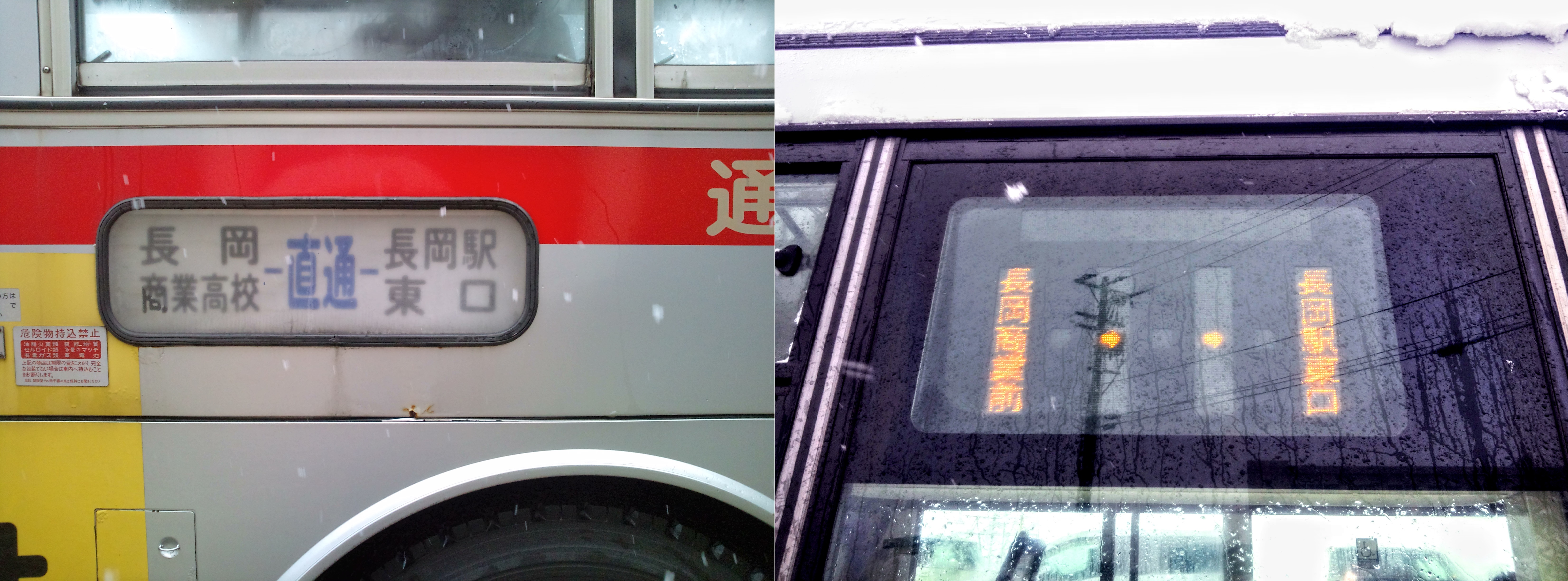
直通車両の行先表示器
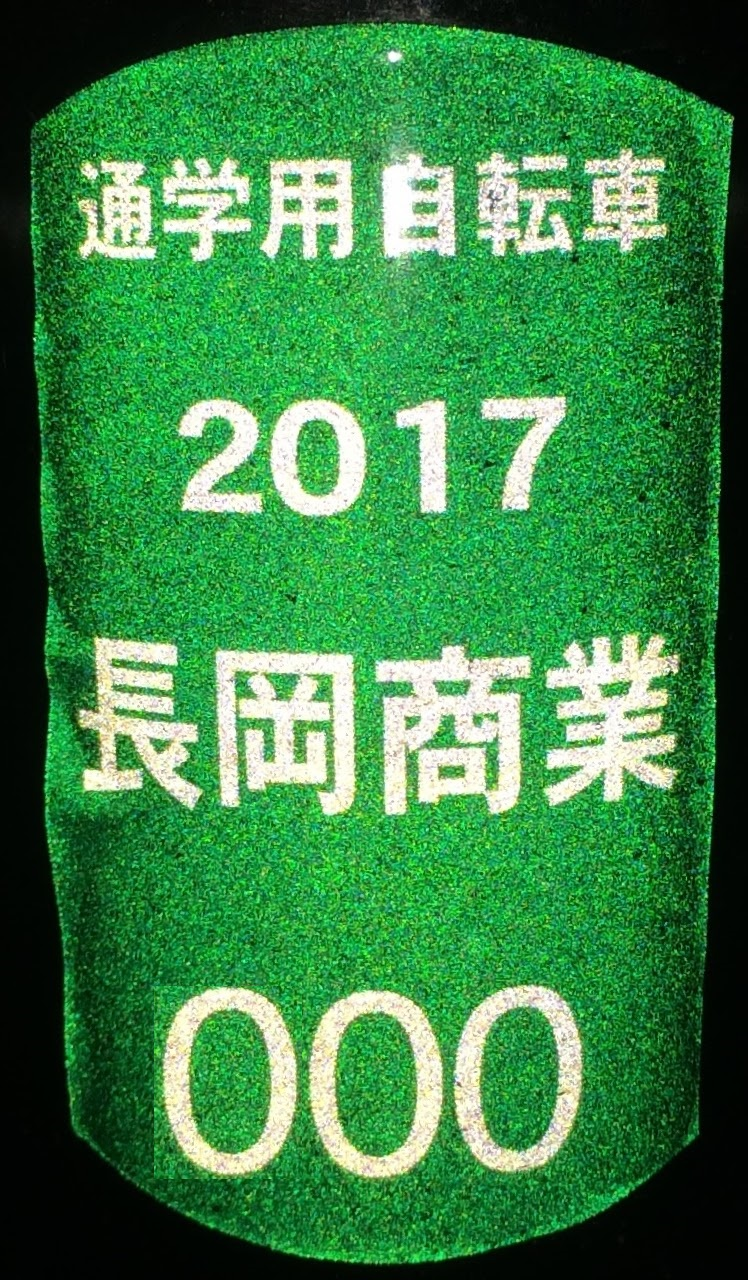
自転車通学の生徒に支給されるステッカー